# Petra Niermeier
Petra Niermeier (geboren 1967 in Herford) ist eine deutsche Theater- und Filmschauspielerin und Regisseurin.

## Ausbildung
Von 1994 bis 1998 studierte Petra Niermeier Sozialarbeit mit den Schwerpunkten Psychologie und Theaterpädagogik und schloss das Studium als staatlich anerkannte und diplomierte Sozialarbeiterin ab. Von 1996 bis 1998 absolvierte sie ein Schauspielstudium am Deutschen Zentrum für Schauspiel und Film Köln und setzte dieses 1999 am Camera Acting Centrum Köln fort. 2015 war sie an der Master School Drehbuch.

## Theaterlaufbahn
Als Hauptdarstellerin wirkte Petra Niermeier in den 1990er Jahren in mehreren Stücken am Horizont Theater Köln mit, unter anderem unter der Regie von Martin-Maria Vogel in Mörder, Hoffnung der Frauen. Die träumenden Knaben. Kokoschka. (1994–1996) und Ein Inspektor kommt. Priestley. (1994–1995). Ab dem Jahr 2000 war sie auch als Regisseurin tätig, unter anderem 2014/2015 im Rahmen einer Gastregie bei Kinder der Sonne. Die ohne Nähe sind immer die anderen. Gorki. am Theater Kaleidoskop/Theaterhaus Mitte Berlin. Von 2011 bis 2013 leitete sie das Berliner Antikenensemble für die Lange Nacht der Museen in der Abguss-Sammlung antiker Plastiken. 
Niermeier konzipiert, dramatisiert und inszeniert Schauspielprojekte im Bereich Infotainment und Performance. Sie ist daneben als Schauspielcoach tätig. Sie lebt in Berlin. Im Februar 2021 war Niermeier Teil der Initiative #ActOut im SZ-Magazin, zusammen mit 184 anderen lesbischen, schwulen, bisexuellen, queeren, intergeschlechtlichen und transgender Personen aus dem Bereich der darstellenden Künste.

## Filmografie (Auswahl)

### Kino
- 2017: Deckname Jenny, Regie: Samira Fansa
- 2017: Blind & Hässlich, Regie: Tom Lass

### Fernsehen und Streaming
- 1997: Gestohlenes Mutterglück, (Fernsehfilm) Regie: Wolfgang Mühlbauer[1]
- 2004: Zwei bei Kallwas
- 2019: Vorurteile Verfilmt: Frauenfussball, (Kurzfilm im Rahmen von Browser Ballett) Leitung: Schlecky Silberstein.[3]

## Auszeichnungen
- 2017: German Independance Award Oldenburg, Blind & Hässlich, Regie: Tom Lass[2] Beim Filmfest Oldenburg 2017 wurde die starke Performance des Ensembles im Rahmen des Seymour-Cassel-Preises mit einer besonderen Erwähnung geehrt.[4]
- 2017: FIPRESCI-Preis beim Filmfest München, Blind & Hässlich, Regie: Tom Lass[5]

## Mitgliedschaften
- Bundesverband Schauspiel[1]
- LAFT Landesverband freier Theaterschaffender Berlin
- Women in Film and Television Germany e.V.[1]
- Pro Quote Film[4]
- Im Februar 2021 war Petra Niermeier Mitunterzeichnerin des Manifests ActOut.